# Banzhá
Banzhá es una localidad de México, localizada en el municipio de Tecozautla en el estado de Hidalgo.

## Geografía
Se encuentra en la región geográfica del Valle del Mezquital. A la localidad le corresponden las coordenadas geográficas 20° 35’ 05.009” de latitud norte y 99° 34’ 57.701” de longitud oeste; con una altitud de 1664 m s. n. m. Cuenta con un clima semiseco semicálido.
En cuanto a fisiografía se encuentra en la provincia del Eje Neovolcánico, dentro de la subprovincia de Sierras y Llanuras de Querétaro e Hidalgo; su terreno es de lomerío. En lo que respecta a la hidrografía se encuentra posicionado en la región del Pánuco, dentro de la cuenca del río Moctezuma, y en la subcuenca del río San Juan.

## Demografía
En 2020 registró una población de 761 personas, lo que corresponde al 2.00 % de la población municipal. De los cuales 358 son hombres y 403 son mujeres.
| Gráfica de evolución demográfica de Banzhá entre 1900 y 2020                                 |
|                                                                                              |
| Población de los censos y conteos del Instituto Nacional de Estadística y Geografía (INEGI). |